# یووان تاناسیویچ
یووان تاناسیویچ (صربی: Jovan Tanasijević؛ زادهٔ ۲۰ ژانویهٔ ۱۹۷۸) بازیکن فوتبال اهل مونته‌نگرو بود.
از باشگاه‌هایی که در آن بازی کرده‌است می‌توان به باشگاه فوتبال روستوف، باشگاه فوتبال دینامو مسکو، و باشگاه فوتبال وویوودینا اشاره کرد.
وی همچنین در تیم‌های ملی فوتبال زیر ۲۱ سال صربستان، صربستان و مونته‌نگرو، و مونته‌نگرو بازی کرده‌است.